# Rufus Efesi

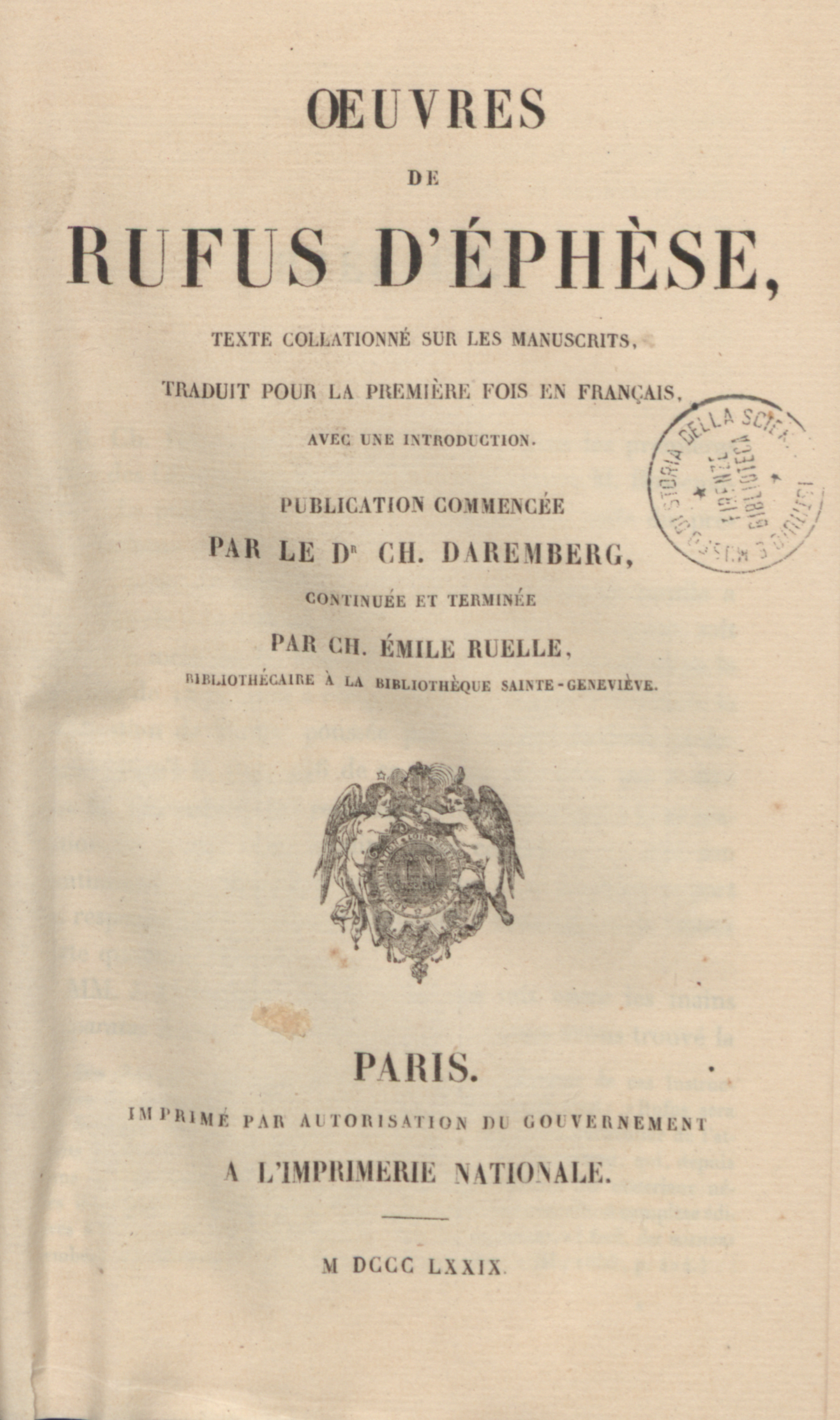
Ouvres, 1879

Rufus Efesi (en llatí Rufus Ephesius, en grec antic Ῥοῦφος) va ser un metge nadiu d'Efes que, segons l'erudit àrab Abu-l-Faraj al-Isbahaní, hauria viscut en temps de Plató. Però Joan Tzetzes diu que era el metge de Cleòpatra, i Suides el situa en el regnat de Trajà, més d'un segle després, que probablement és la data correcta, car Rufus cita Zeuxis i Dioscòrides, i ell mateix és citat per Galè.
Va escriure diverses obres la principal de les quals és Περὶ Ὀνομασιας τῶν τοῦ Ἀνθρώπον Μορίων, "De Appellationibus Parlium Corporis Humani, una obra de la qual es conserva una part completa i una altra en epítome. És interessant per saber l'estat dels coneixements d'anatomia a Alexandria abans dels temps de Galè. Explica que els nervis provenen del cervell i que uns són sensitius i altres motrius.
Altres obres de Ruf Efesi, conservades incompletes o fragmentàries són: Περὶ τῶν ἐν Νέφροις καὶ Κύστει Παθῶν, De Renum et Vesicae Morbis, i Περὶ τῶν Φαρμάκων Καθαρτικῶν, De Medicamentis Purgantibus,  Σύνοψις περὶ Σφυγμῶν, Περὶ Διαίτης, De Victus Ratione,  Θεραπευτικά, De Methodo Medendi; Περὶ Μελαγχολίας, De Melancholia; Περὶ Διαίτης Πλεόντων, De Victu Navigantium, Πεὶ Τραυματικῶν Φαρμάκων, De Medicamentis Vulnerum, Περὶ Σύκων, De Ficubus, Περὶ, Ἀρχαίας Ἰατρικῆς, De Vetere Medicina, Περὶ Γάλκτος, De Lacte, Περὶ Οἴνου, De Vino, Περὶ Μέλιτος, De Melle i De Morbis qui Articulis contingunt. Molts títols s'han conservat a través de Suides i dels escriptors àrabs de medicina.